# Auguste Aiguier
Pour les articles homonymes, voir Aiguier (homonymie).
Auguste Aiguier, né le 24 février 1814 à Toulon et mort le 7 juin 1865 au Pradet, hameau à l'époque dépendant de la commune de La Garde, est un peintre français.

## Biographie
Fils d'agriculteurs, Auguste Aiguier est de trop faible constitution pour prendre la suite de ses parents et commence à vingt ans sa carrière comme coiffeur établi à Marseille où il épouse une modiste, Mlle Barthélemy. Dans cette ville il fréquente François Barry et François Simon, peintres et coiffeurs perruquiers comme lui, et suit des cours dans l'atelier de Félix Ziem qui lui conseille de s'inscrire à l'école municipale des beaux-arts alors dirigée par Émile Loubon dont il devient l'élève ainsi que d'Augustin Aubert.
Il commence à exposer ses œuvres à Marseille à partir de 1846. En 1852 il va à Paris pour se perfectionner dans l'atelier d'Ernest Hébert. Revenu à Marseille, il présente deux tableaux à l'Exposition universelle de 1855 à Paris (dont Coucher de soleil aux Catalans, influencé par Le Lorrain, et aujourd'hui conservé au musée de Toulon), et deux de ses peintures seront choisies par l'État pour l'Exposition universelle de 1862 à Londres.

Tuberculeux, il se retire chez ses parents au Pradet, hameau d'Astouret près de Toulon, où il meurt le 7 juin 1865. Il est inhumé au cimetière Saint-Pierre à Marseille.

A part dans la peinture. provençale, Auguste Aiguier ne ressemble vraiment pas aux autres. Aiguier est caractéristique par sa peinture pudiques ses marines douces, toujours notées le soir et souvent en fin de saison, avec un penchant un peu triste des couchants. Sa très grande fluidité de touche fait de lui une sorte « d'impressionniste liquide », sans empatement. S'il avait plus vécu, peut-être ce grand rêveur aurait-il été le seul impressionniste provençal, car la façon ultrasensible dont il cherchait à fixer les moindres changements de lumière vespérale sur la mer aurait pu faire de ses Vallons des Auffes ses Nymphéas. Fils d'un paysan de La Garde (Var) Auguste.Aiguier est né en février 1814. Comme sa famille était sans un sou il fut « merlan » c'est-à-dire apprenti perruquier. Mais dès quatorze ans il copiait des dessins et des gravures. A vingt ans, toujours perruquier, il vint à Marseille. Il s'était marié avec une demoiselle Barthelemy, modiste à La Garde. Ensemble ils ouvrirent une boutique où il coiffait probablement les dames que sa femme chapeautait pour leurs grandes sorties. La femme d'Aiguier fut admirable pour lui : elle croyait à la peinture de son mari (ce qui est bien rare) et elle l'aida au maximum pour qu'il puisse peindre. Au début de son installation à Marseille, Aiguier se lia avec François Barry et François Simon, peintres et coiffeurs-perruquiers comme lui; il connut aussi Ziem dont il s'inspira pour les teintes roses de ses marines. Lorsque Loubon prit la direction de l'Ecole des Beaux-Arts, Aiguier qui avait trente ans passés, alla s'y inscrire sans aucune fausse pudeur. Il passa chez Loubon plusieurs années fructueuses. Jugeant enfin sa technique satisfaisante, Aiguier alla en 1852 à Paris dans l'atelier d'Hebert, qui lui fit étudier Claude Lorrain et le Poussin. Revenu assez rapidement à Marseille, il connut ce qui pour lui était la gloire de son vivant: il eut deux tableaux à l'Exposition Universelle de 1855 — et encore deux tableaux, choisis par l'Etat, pour l'Exposition Universelle de Londres en 1862. Malade depuis longtemps, tuberculeux, il se retira alors au Pradet, chez ses parents, au hameau d'Astouret (non loin de Toulon) où il mourut en juin 1865. L'humble opiniâtreté d'Aiguier est exemplaire. Il montra son premier tableau à trente ans passés et il s'arrêta depeindre à environ cinquante ans. Pendant ces vingt années il a peut-être produit en tout cent oeuvres, Il peignait surtout le soir, le soleil mourant sur la mer, parce que dans la journée il aidait sa femme à la boutique. On trouve quelques rares matins dans son oeuvre, niais ils sont l'exception, comme cettepetite marine de 1864 Le matin qui pourrait être la dernière de ses oeuvres. Sur le plan technique, il s'acharnait patiemment à refaire le même tableau jusqu'à ce qu'il ait noté ce qu'il voulait, cette différence d'atmosphère et de reflet coloré qui font de lui une sorte d'impressionniste. De plus il repeignait plusieurs fois les mêmes sujets sur les mêmes toiles pour en utiliser les transparences, cat il restait fidèle aux glacis du xvme siècle au lieu d'empâter comme Loubon. Tout cela fait que Ses toiles ontgarde un caractère d'émotion calme qui les distingue. Les titres même qu'il leur donnait, où dominent les mots « couchant » et « automne » inclinent à la tranquillité rêveuse. L'œuvre d'Aiguier étant peu abondante voici le catalogue d'une trentaine de toiles que le Dr Fontan avait dressé en 1920: 
— Anse du littoral toulonnais (daté de 1846) au Musée de Cannes. 
— Bassin du Carénage à Marseille (1846) au Musée de Cannes.
```
— Soleil couchant dans une calanque (1848) chez M. Ripert à Marseille. 
```

— Soleil couchant aux Catalans (1848) chez M. Gasc à Marseille.
```
- Pesage aux environs de Marseille (185 3) au Musée de Cannes.
- Coucher de soleil aux Catalans; Salon de Paris (1855) au Musée de Toulon. 
```

— Soirée d'automne aux Catalans; Exposition Universelle de 1855; pourrait être le même que le tableau précédemment cité.
```
- Matinée d'automne aux environs de Marseille; Exposition Universelle de 185 5. 
```

- Une lisière de bois dans le Var; Exposition des Amis des Arts de Lyon en 1858. 
- Soleil couchant sur la Méditerranée au Vallon des Auffes (1858); figura au Salon de 1859; conservé au Musée Longchamp à Marseille; 
```
- Les collines de Montredon près de Marseille ; Salon de 1859; chez M. A. Gautier à Marseille. 
```

- Cueillette des Olives à Hyères (1861) dédié à M. de Tournemines; chez M. Fournier à Marseille.
```
- Les pêcheurs de Saint-Mandrier; Salon de 1861 et Exposition de Londres 1862. 
```

- Le golfe de Val-Bonnettes; Salon de 1861 et Exposition de Londres 1862 ; au Cercle des Phocéens à Marseille.
```
- Calanque de Val-Bonnettes; Salon de 1863.
- Le Matin, marine (1864) chez M. Latil à Toulon.
- île des Saints près de Cannes; Salon de 1864. 
```

- Tamaris, crépuscule; Salon de 1865; au Musée de Toulon. Marseille coucher du soleil, chez M. Boyer à Toulon; Entrée du port de Marseille, chez M. E. Latil à Toulon; 
— Œuvres non datées: Le passage pris à Riénqy (B.-du-Rh.) au Musée de Toulon; Entrée du port de Les rochers de Sainte-Marguerite, chez M. Latil à Toulon; La pointe de l'Oursinière à la Garonne près le Pradet, chez Mme Villon à Toulon; Petit paysage aux environs di, Pradet chez M. Bertrand à Toulon; Petit paysage d'hiver aux environs de Marseille, chez le docteur Fontan à Toulon. 
- Œuvres citées par Ginoux : Coucher de soleil sur la Méditerranée, figura à un Salon parisien vers 1860; la pêche au Bourgin à Val-Bonnettes (1863).

## Œuvres dans les collections publiques
- Cannes, Musée de la Castre : Anse du littoral toulonnais, Abattage d'un voilier au bassin de carénage de Marseille
- Marseille
  - musée des beaux-arts :
    - Paysage[5]
    - Effet de soleil couchant sur la Méditerranée (1858), huile sur toile, 81 × 153 cm[6]

  - musée Grobet-Labadié : Marine au soleil couchant[7], et plusieurs toiles attribuées à l'artiste : Bord de mer aux deux barques noires[8], Cabanon au bord de la mer[9], Calanque[10], Coucher de soleil[11], Marine avec pêcheur sur un rocher brun[12], Marine[13], Paysage[14].
- Toulon, musée d'art : 
  - Les Tamaris
  - Coucher de soleil aux Catalans, Marseille (avant 1855), huile sur toile, 75 × 150 cm[15]

Œuvres d'Auguste Aiguier
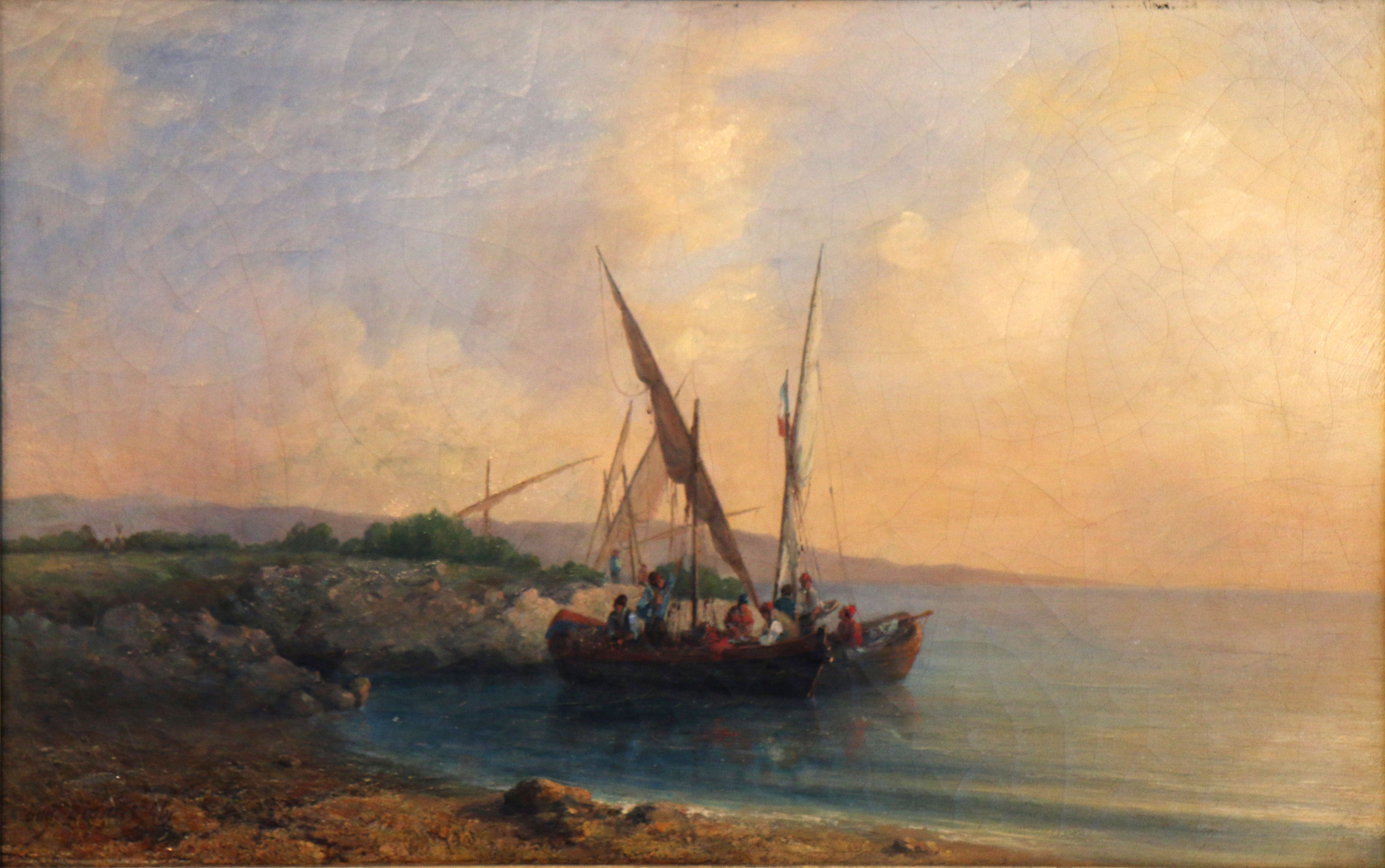
bateau de pêche sur le littoral toulonnais Musée de la Castre, Cannes.
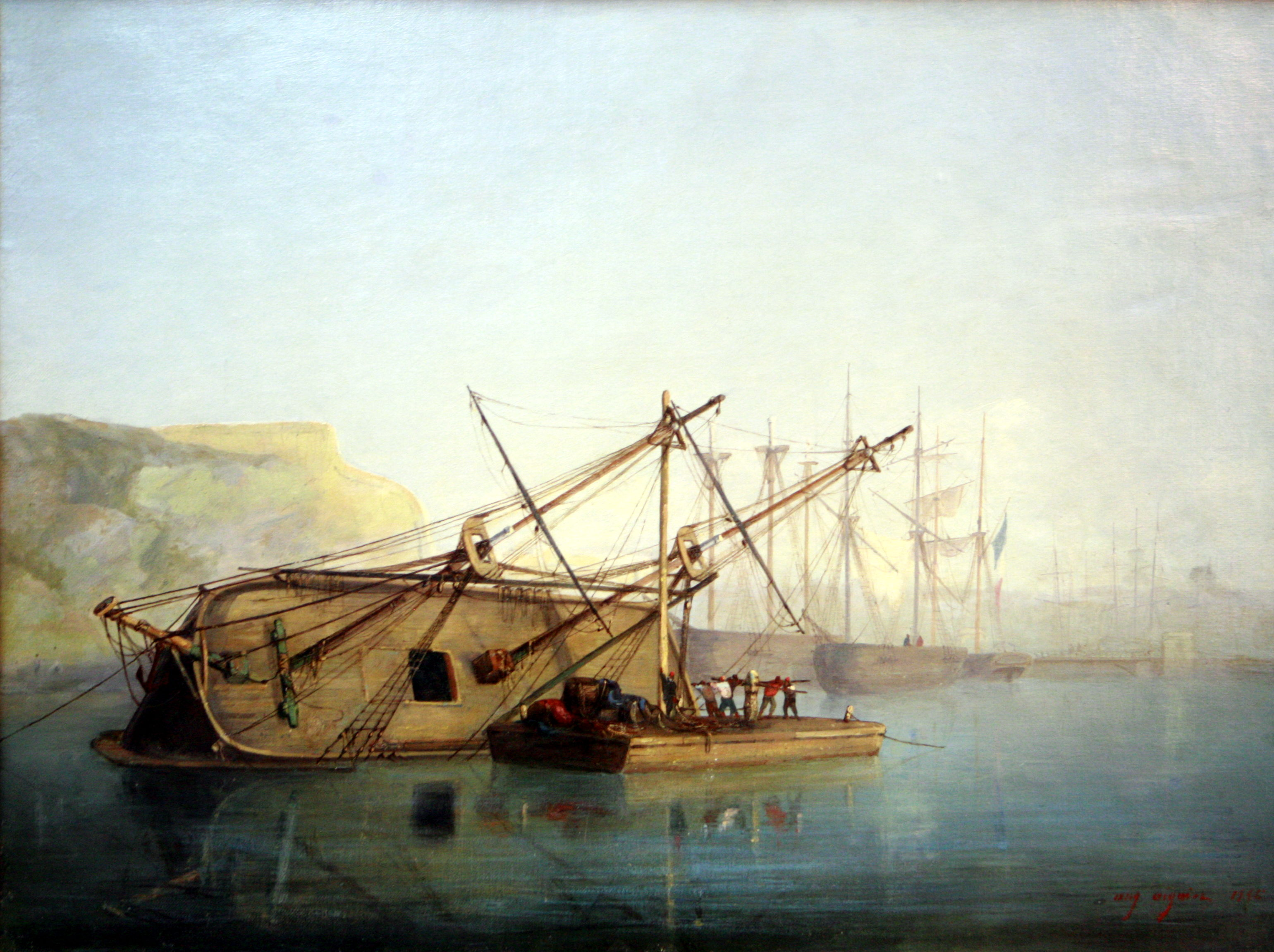
Carénage d'un voilier (1846), musée de la Marine, Marseille.
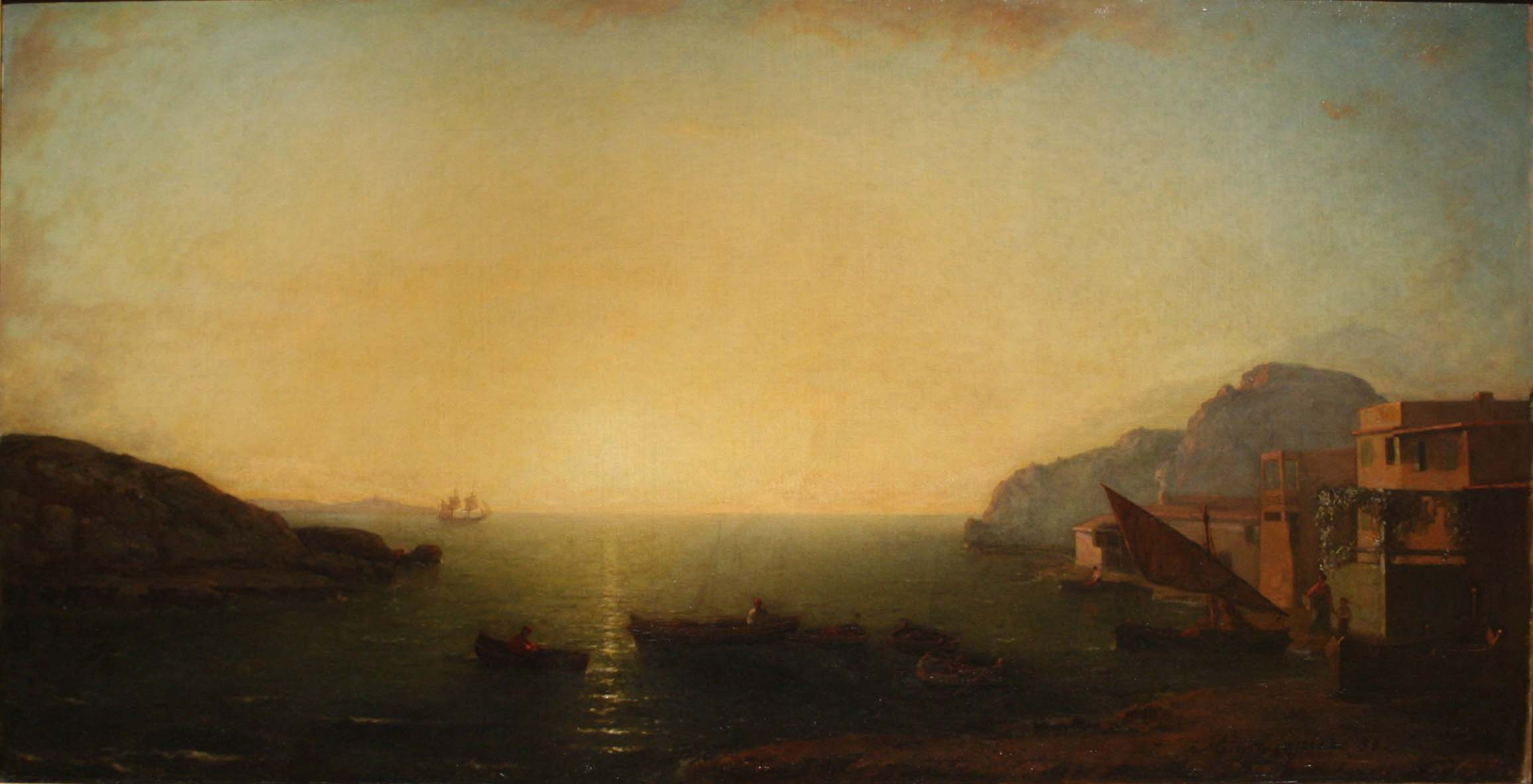
Effet de soleil couchant sur la Méditerranée (1858), musée des beaux-arts de Marseille.
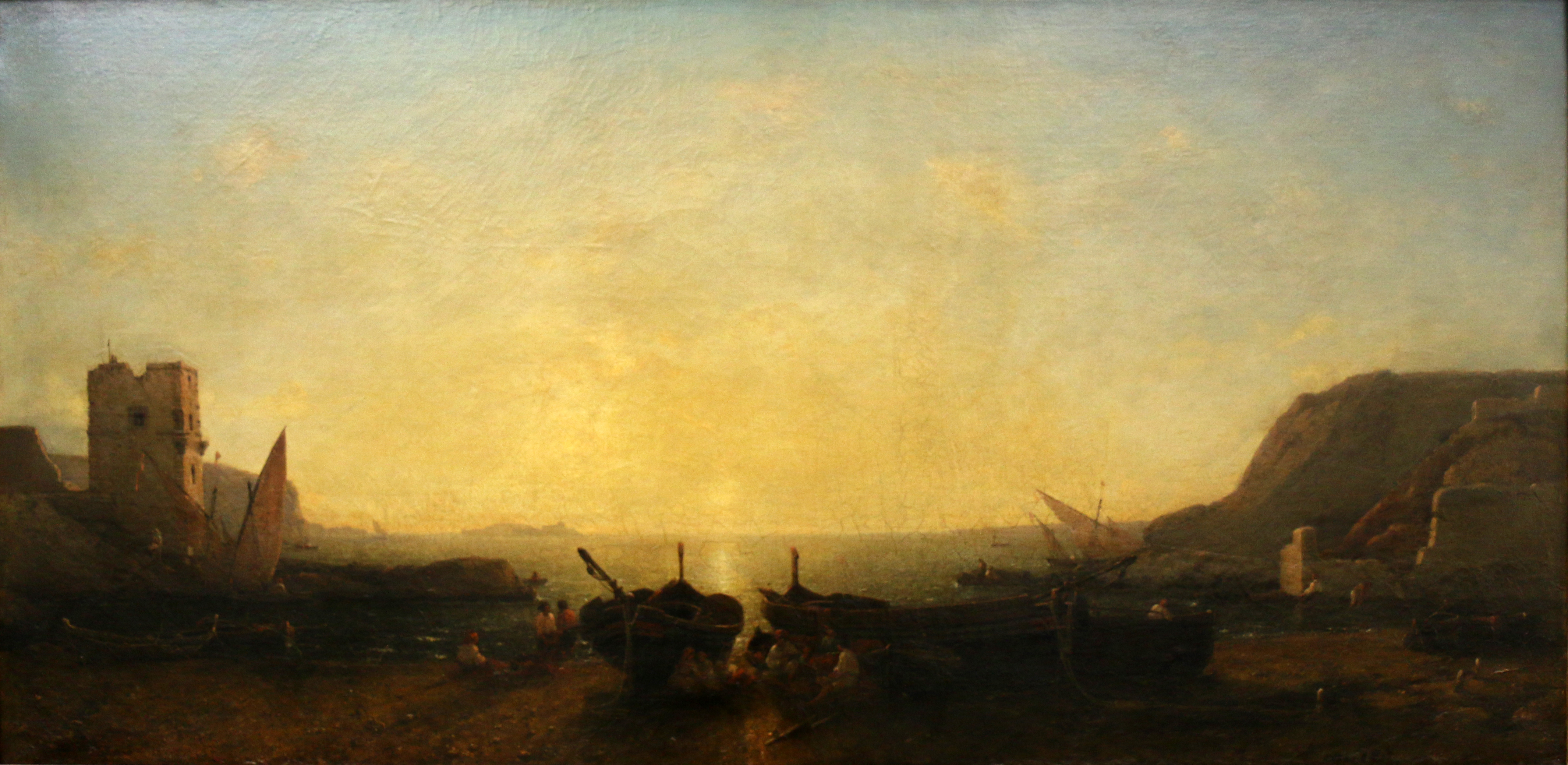
Soirée d'automne aux Catalans, Marseille, Musée d'art de Toulon